# 万安水库
万安水库位于中国江西省吉安市和赣州市之间的赣江中游，坝址位于吉安市万安县城南2km，距赣州90km，距南昌320km。1978年开始建设。建设时淹没耕地53902亩，迁移人口52269人。
万安水库控制流域面积36900km2，占赣江全流域面积的44%。是目前江西省最大的水电站。设计蓄水位100m，水库总库容22.16亿m3，初期运用蓄水位为96m。
1990年第一台机组投产，共装机5台，单机容量100MW。
工程总投资为21.8亿元。